# Aarburg
Aarburg (toponimo tedesco) è un comune svizzero di 8 044 abitanti del Canton Argovia, nel distretto di Zofingen; ha lo status di città.

## Geografia fisica
Il comune è situato lungo le sponde del fiume Aar, a 395 metri d'altitudine; si trova a 3 chilometri a sud-ovest di Olten. La superficie del comune è di 441 ettari.

## Storia
Il castello di Aarburg fu costruito sulle rive del fiume nell'XI secolo e fu fortificato all'inizio del XV secolo. Il comune è stato fondato nel 1660.
Il primo ponte è stato costruito nel 1837, e prima di allora l'attraversamento del fiume era fatto con le barche; il 4 maggio 1840, un incendio devastò il paese, distruggendo la chiesa, ventotto case e tre taverne, togliendo la casa a 68 abitanti.
Dal 2018 il borgo, grazie alla sua particolare bellezza architettonica, la sua storia e la posizione privilegiata in cui si trova è entrato a far parte dell'associazione I borghi più belli della Svizzera.

## Monumenti e luoghi d'interesse

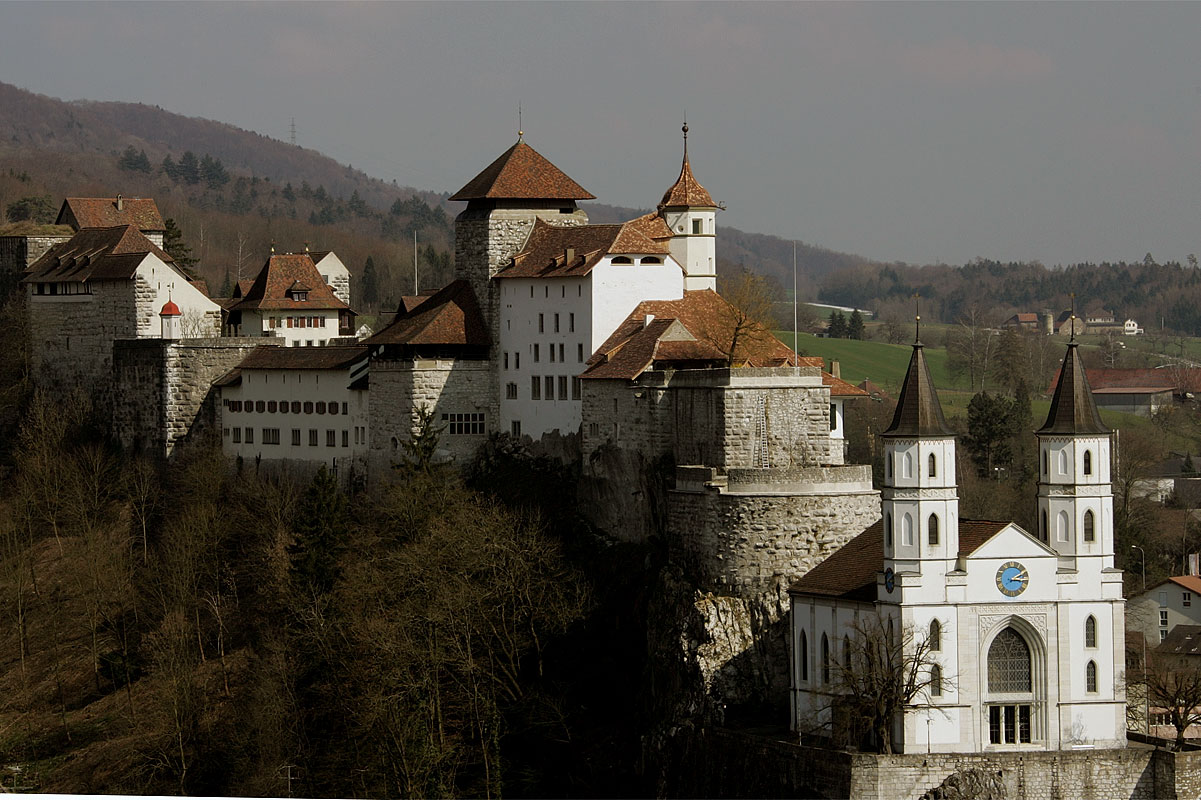
Il castello di Aarburg con la chiesa riformata

- Chiesa riformata, ricostruita nel 1842-1845 da Johann Jakob Heimlicher[1];
- Castello di Aarburg, attestato dal 1123 e ricostruito nel XVIII secolo[1].

## Società

### Evoluzione demografica
L'evoluzione demografica è riportata nella seguente tabella:
Abitanti censiti

### Etnie e minoranze straniere
Come nel resto della Svizzera, anche qui sta aumentando il numero di cittadini esteri, soprattutto minoranze, croate, italiane, serbe e turche.

### Religione
Il 36% circa degli abitanti si dichiara protestante, mentre il 34% cattolico; consistente anche il 10% di cittadini musulmani.

## Infrastrutture e trasporti
Aarburg è servito dalle stazioni di Aarburg, di Aarburg Süd e di Aarburg-Oftringen sulle ferrovie Olten-Berna e Olten-Lucerna delle Ferrovie Federali Svizzere; sorge inoltre in prossimità dell'incrocio fra le due più importanti autostrade del Paese, la A1 Zurigo-Berna e la A2 Basilea-Chiasso.

## Amministrazione
Ogni famiglia originaria del luogo fa parte del cosiddetto comune patriziale e ha la responsabilità della manutenzione di ogni bene ricadente all'interno dei confini del comune.